# NGC 145
NGC 145 (również PGC 1941 lub Arp 19) – galaktyka spiralna z poprzeczką (SBdm), znajdująca się w gwiazdozbiorze Wieloryba. Odkrył ją John Herschel 9 października 1828 roku.